# 5-Hydroxytryptophan
5-Hydroxytryptophan (5-HTP), còn được gọi là oxitriptan, là một tiền chất amino acid và hóa học tự nhiên. Đây là chất trung gian tham gia chuyển hóa tryptophan thành serotonin – chất dẫn truyền xung thần kinh được tiết ra do tác động của xung động kích thích trong lòng ruột. Cụ thể, 5-HTP được xem là tiền chất hóa học của serotonin. Từ 5-HTP, cơ thể sẽ sản xuất đủ lượng serotonin phục vụ cho nhiều hoạt động của cơ thể.